# هارولد كارترايت
هارولد كارترايت (12 مايو 1951 - ) (بالإنجليزية: Harold Cartwright)‏ هو لاعب كريكت بريطاني.